# Cecil Purdy
Cecil John Seddon Purdy AM (* 27. März 1906 in Port Said; † 6. November 1979 in Sydney) war ein australischer Schachspieler. Er war der 1. offizielle Fernschachweltmeister.

## Leben
Der Landesmeister im Nahschach von Neuseeland (1924) und viermalige australische Nahschachmeister (1935, 1937, 1949, 1951) gewann 1953 die erstmals ausgetragene Weltmeisterschaft im Fernschach. Auch gewann er zweimal die Fernschachmeisterschaft von Australien. 1951 wurde ihm vom Weltschachbund FIDE der Titel Internationaler Meister verliehen.
Von 1929 bis 1967 gab er die Schachzeitschrift Australasian chess review (ab 1946 unter dem Titel Chess world) heraus. Außerdem verfasste er einige im englischsprachigen Raum populäre Lehrbücher, unter anderem Guide to good chess (1950). Gelegentlich verwendete er das Pseudonym Chielamangus.
Für Australien nahm er an den Schacholympiaden 1970 und 1974 teil. 1976 wurde er zum Member des Order of Australia ernannt.
Er starb während einer Schachpartie gegen Ian Parsonage in der Meisterschaft von Sydney an einem Herzinfarkt, seine letzten Worte waren: Ich habe eine Gewinnstellung, aber es wird noch einige Zeit brauchen.

## Funktionär
Purdy war von 1951 bis 1976 Vizepräsident des Weltfernschachverbandes ICCF. Auch arbeitete er bis zu seinem Tode als Präsident der Correspondence Chess League of Australia. Für seine Verdienste ernannte ihn 1979 der ICCF zum Ehrenmitglied.

## Familie
Purdy’s Schwiegervater war Spencer Crankanthorp, ein sechsfacher Meister von Neuseeland.
Purdy hatte einen Sohn John Spencer Purdy, der auch ein starker Schachspieler war. Dieser gewann 1955 die Meisterschaft von Australien. Im gleichen Jahr nahm er an der Junioren-WM in Antwerpen teil. Bis etwa 1985 war er Präsident des australischen Schachverbandes. Danach arbeitete er als Richter in Canberra.
Auch hatte Purdy eine Tochter. Diese heiratete den Schachmeister von Neuseeland, Frank Hutchings.